# Pénzes István (pedagógus)
Pénzes István (Kürt, 1951. október 19. – Érsekújvár, 2012. augusztus 1.) pedagógus, nyelvész, szakíró, szerkesztő, versenyszervező, helytörténetíró. A felvidéki magyar kulturális élet alakítója és aktív résztvevője, a felvidéki magyar pedagógustársadalom kiemelkedő alakja. Egész országra kiterjedő nyelvi és irodalmi vetélkedőivel szerzett hírnevet.

## Munkássága
A felvidéki magyar általános és középiskolás diákok nyelvi ismereteinek és szókincsének gyarapítását, anyanyelvünk ápolását tűzte ki tanárként és versenyszervezőként célul. Kreatív hozzáállást igénylő logikai feladványai nyelvünk sokszínűségének megismertetésére irányultak: vetélkedőivel játékos módon tanította a diákokat nyelvünk és irodalmunk szeretetére, nyelvi játékai többek közt a szótárhasználatot is ösztönözték. A Csemadok támogatásával az 1980-as évektől szervezte a középiskolások játékos helyesírási vetélkedőjét. Anyanyelvi játékok címmel a Tábortűz, később a Katedra folyóiratban több évtizeden át megjelenő nyelvi és irodalmi fejtörőibe valamennyi felvidéki magyar nyelvű általános iskola diákja bekapcsolódott. Rendszeresen megrendezett anyanyelvi versenyein az alapiskolás és középiskolás diákok nemcsak írásban, de szóban is összemérték tudásukat. 
A Szlovák Rádió Magyar Adásában számos összeállítása hangzott el, többek közt több részben feldolgozta a csehszlovákiai magyar irodalom történetét. Lant és kard című könyvsorozata hét kötetben foglalja össze a versekben megörökített magyar történelmet. A Szlovákiai Magyar Írók Társasága etikai bizottságának a tagja, de sok más szervezetben is tevékenykedett: a Csemadokban, a Katedra Társaságban, a Szlovákiai Magyar Pedagógusszövetség ben. Alapító tagja volt a Szímői Jedlik Ányos Társaságnak.

## Élete
Felesége: Pénzesné Brath Ilona (1953–2004), gyermekei: Pénzes Tímea (1976); Enikő (1977); Örs (1983).

## Fő művei

### Kötetei
- "...s lettem a kicsinyek papja". Lukács Pál és Kamocsa kapcsolata; Lilium Aurum, Dunaszerdahely, 1996[1]
- Anyanyelvi játékok. Lilium Aurum, 1996
- Lant és kard[halott link] (verses magyar történelem) I. – VII. kötet: Ősköltészetünktől napjainkig. Lilium Aurum, 1999–2005
- Anyanyelvi kavalkád. Uo. 2004 (a Magyar Elektronikus Könyvtár honlapján is olvasható)
- Széttöretett – A magyar fájdalom és reménykedés versei (szerk., előszó, jegyz.). Aposztróf Kiadó, Budapest, 2006
- Helyesírási feladatok és tollbamondás-gyűjtemény az alapiskolák 5-9. évfolyama számára; Lilium Aurum, Dunaszerdahely, 2010

### Rádióadásai
A Szlovák Rádió Magyar Adásában 69 összeállítása hangzott el, pl.:
- A csehszlovákiai magyar irodalom története (Az első virágzás korszaka), 1982. jan. 26.
- A csehszlovákiai magyar irodalom története (A II. világháború évei), 1983. jan. 4.
- A csehszlovákiai magyar irodalom története (A harmadvirágzás), 1984. jan. 10.
- Az írás története. 1984. szept. 11.
- A csehszlovákiai magyar irodalom története (Az alapozó nemzedék). 1985. jan. 15.
- Az időmérés. 1985. április 16.
- A könyv története (Az agyagtáblától a...), 1987. márc. 10.
- A mondák világa. 1987. okt. 10.
- Élet a múltban. I. rész. 1987. nov. 17.
- Élet a múltban. II. rész. 1989. jan. 17.
- Törökök a Felvidéken. 1991. jan. 16.
- A magyar nemzet története. I–V. rész. 1992. nov. 4. – 1994. jan. 22.
- Irodalmunk 1918 után. 1993. nov. 27.